# Luis Barattini
Luis Pedro Barattini Aragunde (* 18. November 1903 in Montevideo; † 15. September 1965) war ein uruguayischer Zoologe. Seine Forschungsschwerpunkte waren die Malakologie, die Ichthyologie und die Ornithologie.

## Leben
Barattinis Vater Luis Pedro Barattini senior war Arzt. Möglicherweise von ihm beeinflusst, begann Barattini ein Studium an der medizinischen Fakultät, das er jedoch abbrach, um sich den Naturwissenschaften zuzuwenden, wobei er sich dem Zeichnen und der Präparation widmete. Im Alter von 20 Jahren wurde er Mitarbeiter am Museo Nacional de Historia Natural. Sein erster Druck erschien 1924 im Werk Peces del Uruguay von Garibaldi J. Devincenzi. 1925 illustrierte er Bildtafeln in Devincenzis Werk Fauna erpetológica del Uruguay. 1926 und 1928 illustrierte er die ersten beiden Ausgaben von Devincenzis Werk Album Ictiológico del Uruguay.
1928 wurde Barattini Leiter des meeresbiologischen Labors des Fischereiinstituts. Von 1952 bis zu seinem Tod war er Professor am Lehrstuhl für Wirbellose Zoologie der Fakultät für Geistes- und Naturwissenschaften an der Universidad de la República. Als 1956 das Museo Zoológico Dámaso Antonio Larrañaga eröffnet wurde, erhielt Barattini den Direktorenposten, den er bis zu seinem Tod im Jahr 1965 innehatte.
Barattinis Bibliographie umfasst 38 Schriften, die zwischen 1924 und 1971 erschienen, wobei das letzte Werk Catálogo de las aves uruguayas, 2 (Anseriformes) posthum von Rodolfo Escalante veröffentlicht wurde. Seine Arbeiten befassen sich hauptsächlich mit den Bereichen Ichthyologie, Ornithologie, Malakologie und Entomologie. Er führte auch Studien über Wirbellose im Allgemeinen, Stachelhäuter und Biogeographie durch. Seine reichhaltige Bibliothek und seine wissenschaftlichen Sammlungen, die hauptsächlich aus Mollusken, Insekten und Vögeln bestehen, befinden sich im Bestand des Museo Zoológico Dámaso Antonio Larrañaga.
Barattini beschrieb die beiden Seesternarten Odontaster glaber und Henricia australis (beide 1938) sowie die Schneckentaxa Odontostomus demedinai (1938) und Strophocheilus (Megalobulimus) oblongus formicacorsii (1949).

## Dedikationsnamen
Nach Barattini sind die Blatthornkäferart Teisseira barattinii Roselli, 1939 sowie die Walzenschneckenart Adelomelon barattinii Klappenbach & Ureta, 1966 benannt.